# Ingot

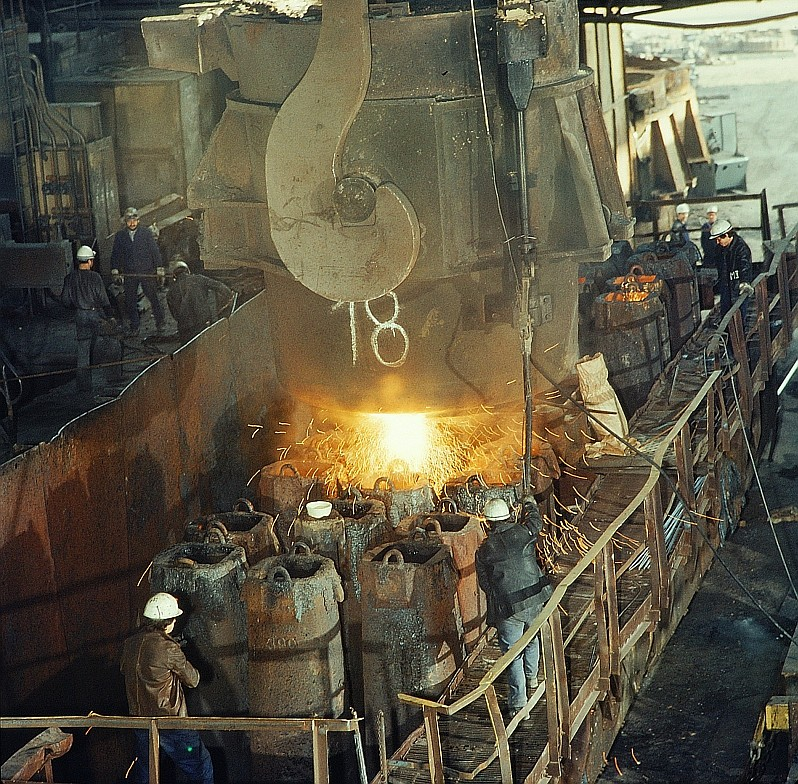
Lití ocele z licí pánve do kokil

Ingot je kovový hutní polotovar určený na další zpracování. Obvykle má tvar hranolu nebo komolého jehlanu, (komolého kužele) případně komplikovanější s kruhovým, čtvercovým nebo obdélníkovým průřezem. Délka ingotu závisí buďto na způsobu jeho výroby nebo na požadavcích, které se vztahují k jeho následnému hutnímu zpracování resp. na následné hutní výrobě.

## Ocelové ingoty
Ocelové ingoty představují konečný produkt oceláren. Mohou být vyráběny třemi způsoby, což ovlivňuje jejich tvar a vlastnosti.
1. Lití do kokil svrchu. Do kokily se leje roztavená ocel přímo z licí pánve. Jakost výsledného ingotu je nižší, protože při lití ocel stříká, čímž se okysličuje, rozstříknutá ocel dopadá zpět do kokily.
2. Lití do kokil zespodu. Jde o komplikovanější a dražší způsob vyžadující licí soustavu kanálů. Takto vyrobená ocel je po ztuhnutí čistější, metoda je proto používána při lití jakostních ocelí.
3. Kontinuální lití. Zde se roztavená ocel odlévá do chlazeného zařízení beze dna tzv. krystalizátoru. Z druhého konce vychází už ztuhnutá, ale ještě tvárná ocelová tyč. Ta se pak průběžně rozřezává na ingoty požadované délky.

Ingoty z kokil mohou mít hranolovitý nebo jehlanovitý tvar, případně mají jinak vytvarován jeden z konců, pro soustředění sraženiny na toto místo. Ingoty z kontinuálního lití mají průřez po celé své délce stejný.
Bezprostředně po vyrobení ingotu se kokila stáhne (vytáhne jeřábem nahoru a vyklopí) a ingot se vkládá do hlubinné pece tak, aby došlo k rovnoměrnému prohřátí celého těla ingotu na teplotu potřebnou pro další zpracování. Ingoty se dále zpracovávají v kovárně nebo ve válcovně. V nich se za tepla tváří buďto na hotové hutní výrobky (například kolejnice, dráty, tyče, traverzy apod.) nebo na další hutní polotovary.

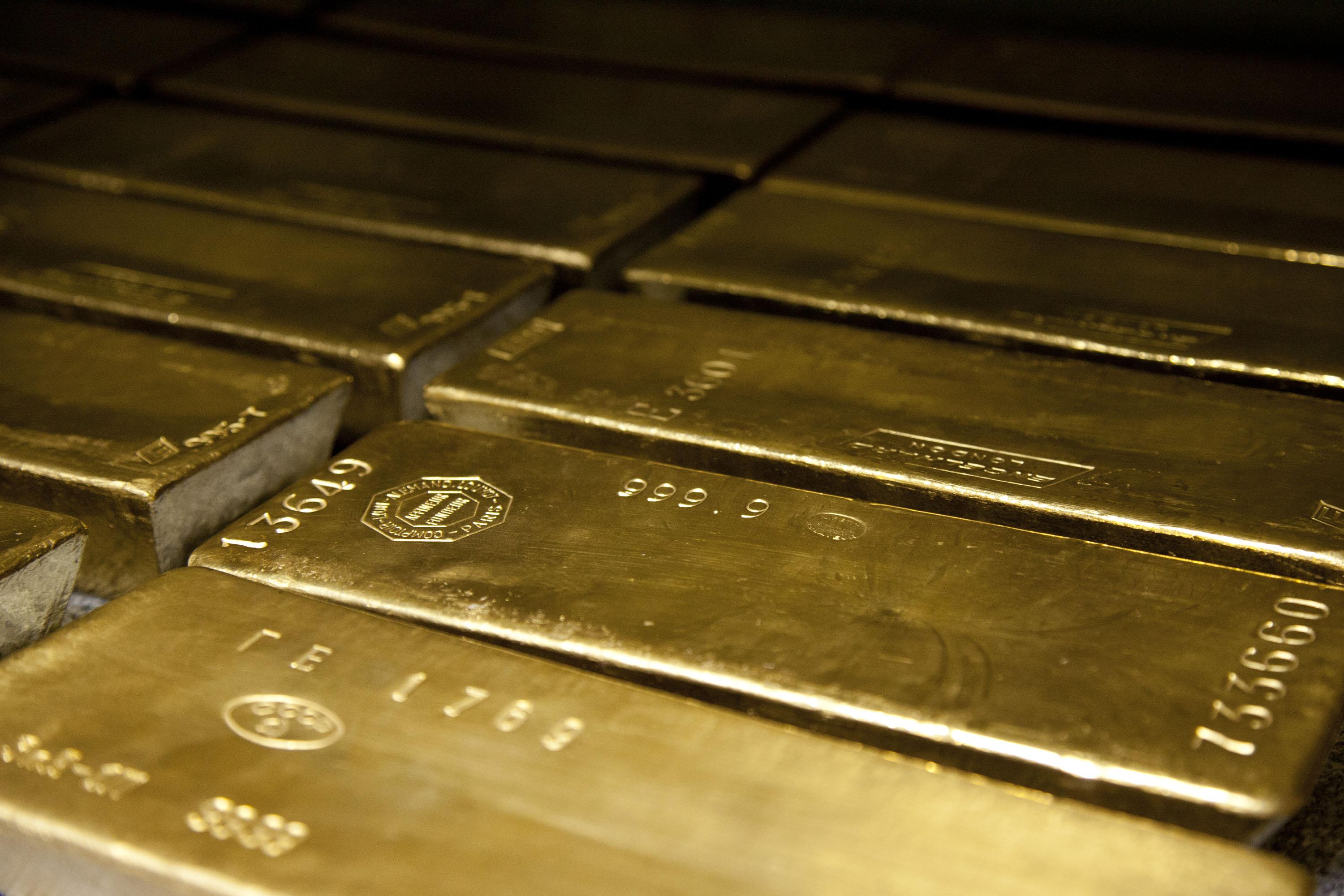
Zlaté ingoty 400 uncí (asi 12 kg)

## Ingoty drahých kovů
Drahé kovy se obvykle obchodují v odlévaných ingotech různé velikosti od desítek gramů po stovky kg. Ingot má tvar obdélné cihly se zaoblenými rohy, která se směrem dolů zužuje. V bankovnictví a jako investice mají obvykle ryzost 999/1000, která je na svrchní ploše vyražena spolu s evidenčním číslem a označením původu. Pro mincovní a šperkařské použití se ingoty nejprve legují, taví s přísadami na požadovanou ryzost.